# Glenanthe willinki
Glenanthe willinki är en tvåvingeart som beskrevs av Mercedes Lizarralde de Grosso 1977.
Glenanthe willinki ingår i släktet Glenanthe och familjen vattenflugor. Inga underarter finns listade i Catalogue of Life.